# Gaultheria hypochlora
Gaultheria hypochlora är en ljungväxtart som beskrevs av Airy Shaw. Gaultheria hypochlora ingår i släktet Gaultheria och familjen ljungväxter. Inga underarter finns listade i Catalogue of Life.